# Estación de Cidones
Cidoones fue una estación de ferrocarril situada en el municipio español de Cidones, en la provincia de Soria. Las instalaciones, que formaban parte del ferrocarril Santander-Mediterráneo, estuvieron en servicio entre 1930 y 1985. Actualmente el antiguo recinto ferroviario se encuentra abandonado.

## Situación ferroviaria
Las instalaciones se encontraban situadas en el punto kilométrico 112,701 de la línea férrea de ancho ibérico Santander-Mediterráneo, a 1082 metros de altitud sobre el nivel del mar.

## Historia
Las instalaciones fueron construidas por la Compañía del Ferrocarril Santander-Mediterráneo, entrando en servicio en enero de 1929 con la inauguración del tramo Cabezón de la Sierra-Soria. En 1941, con la nacionalización de los ferrocarriles de ancho ibérico, la estación pasó a manos de RENFE. Tras entrar en declive, hacia 1967 la estación fue rebajada de categoría y reclasificada como apeadero. Las instalaciones dejaron de prestar servicio con la clausura de la línea Santander-Mediterráneo en 1985. En la actualidad el conjunto de la estación se encuentra abandonado.